# Ota Bartošek
Ota Bartošek, také Otto Cyril František Bartošek (2. května 1908 Hranice – 21. dubna 1943 Berlín- Plötzensee), byl nadporučík československé armády, popravený nacisty.

## Život
Do jara 1939 sloužil u pohraničního hlídkového praporu v Domažlicíh. Za Protektorátu Čechy a Morava byl člen protiněmecké ilegální vojenské odbojové organizace Obrana národa. Zajišťoval vojenské zpravodajství z oblasti Domažlic, přechovával výbušniny a železné ježky, sloužící k zastavení vojenských vozidel.
Dne 25. července 1941 byl zatčen a dne 5. listopadu 1942 byl odsouzen k trestu smrti. Dne 21. dubna 1943 byl v Berlíně, Plötzensee popraven gilotinou.